# Cociulia
Cociulia è un comune della Moldavia situato nel distretto di Cantemir di 3.620 abitanti al censimento del 2004